# Candace Parker
Candace Nicole Parker (* 19. April 1986 in St. Louis, Missouri) ist eine US-amerikanische ehemalige Basketballspielerin.

## Karriere

### College
Von 2004 bis 2008 spielte Parker für die Damen-Basketballmannschaft der Universität von Tennessee, die Tennessee Lady Volunteers. Während dieser Zeit konnte sie zweimal mit den Lady Vols die NCAA Division I Basketball Championship gewinnen. Des Weiteren erhielt sie in dieser Zeit zahlreiche Auszeichnungen.

### WNBA
Wegen ihrer ausgezeichneten Leistungen für die Lady Volunteers wurde sie am 9. April 2008 im WNBA Draft 2008 von den Los Angeles Sparks an erster Stelle gewählt. In ihrem ersten Spiel in der WNBA gelangen ihr 34 Punkte 12 Rebounds und 8 Assists (Vorlagen) gegen die Phoenix Mercury. Bisher konnte keine andere Spielerin bei ihrem WNBA-Debüt so viele Punkte erzielen. Bis zu diesem Zeitpunkt hielt Cynthia Cooper mit 25 Punkten in der Saison 1997 den Rekord. In dieser Saison wurde sie auch als Rookie of the Year, Most Valuable Player und beste Rebounderin geehrt. In die Saison 2009 konnte sie aufgrund ihrer Schwangerschaft erst verspätet einsteigen. Am Ende absolvierte sie 25 Spiele für die Sparks und erzielte dabei durchschnittlich 13,1 Punkte und 9,8 Rebounds pro Spiel. Auch in den folgenden Saisons zählt Parker auch zu den Stützen des Teams aus LA und stand regelmäßig in der Startformation. Der große mannschaftliche Erfolg blieb aber aus. Erst in der Saison 2016 erreicht sie erstmals mit dem Team der Sparks die WNBA-Finals. Diese konnten nach einer spannenden Auseinandersetzung mit dem Minnesota Lynx knapp gewonnen werden und Candace Parker wurde danach als beste Spielerin der Finalserie geehrt. In der Saison 2017 verlor sie mit den Sparks die Finalserie gegen die Lynx. 2018 und 2019 endete die Saison der Sparks mit Parker vorzeitig in den Playoffs.
2021 wurde sie unter die 25 Greatest Players in WNBA History gewählt.

### Europa/Asien
In der Saisonpause der WNBA spielt Parker wie viele WNBA-Spielerinnen regelmäßig in Europa. Seit dem Jahr 2009 stand sie dabei lange Zeit für das russische Team von UGMK Jekaterinburg auf dem Platz. In der Saison 2016/17 spielte sie für den türkischen Verein Fenerbahçe Istanbul. Außerdem war Parker auch für chinesische Teams aktiv.

### Nationalmannschaft
Ihren ersten internationalen Titel gewann Parker mit dem US-Team bei den U18-Amerikameisterschaften im Jahr 2004. Noch während ihrer College-Zeit gewann sie bei der Basketball-Weltmeisterschaft 2006 mit dem US-Team die Bronzemedaille. Im Jahr 2007 gewann sie mit dem US-Damen die Amerikameisterschaft. 2008 gewann sie bei den Olympischen Sommerspielen in Peking mit der US-amerikanischen Basketballnationalmannschaft die Goldmedaille. Diesen Titel konnte sie mit dem Team 2012 in London wiederholen. Für die Olympischen Spiele in Rio wurde sie trotz der Erfolge vom Verband nicht nominiert.

## Auszeichnungen und Ehrungen

### College
- 2006 NCAA Cleveland Regional All-Region Team
- 2006 SEC Tournament MVP
- 2006 SEC Freshman of the Year
- 2006 All-SEC First Team
- 2006 All-SEC Freshman Team
- 2006 SEC Freshman of the Week (12/5, 12/19, 1/10, 1/16)
- 2006 SEC Player of the Week (1/16)
- 2006 Lady Vol Athlete of the Week (11/28, 1/16)
- 2006 Lady Vol Athlete of the Month (January)
- 2006 AP Second Team All-American
- 2006 Kodak All-American
- 2007 SEC Player of the Week (2/12,[1] 3/1)
- 2007 SEC Player of the Year[2]
- 2007 First Team All-SEC[2]
- 2007 NCAA Division I Women’s Basketball Tournament – Dayton Regional Most Outstanding Player.[3]
- 2007 1st Team All-American (AP,[4] Kodak,[5] John R. Wooden[6])
- 2007 Wade Trophy Winner[7]
- 2007 USBWA Player of the Year[8]
- 2007 NCAA Women’s Basketball Tournament Most Outstanding Player[9]
- 2007 John R. Wooden Award Winner[9]
- 2007 Basketball Honda Sports Award Winner[9]
- 2008 Academic All-America of the Year, University Division
- 2008 Associated Press Athlete of the Year[10]
- 2008 Naismith College Player of the Year[11]
- 2008 NCAA Women’s Basketball Tournament Most Outstanding Player
- 2008 John R. Wooden Award winner.
- 2008 Basketball Honda Sports Award Winner
- 2008 NCAA Women’s Basketball Tournament – Oklahoma City Region Most Outstanding Player
- 2008 ESPN.com Player of the Year[12]

### WNBA
- 2008 WNBA Rookie of the Year Award
- 2008 WNBA Most Valuable Player Award
- 2008 Peak Performer (Rebounds)
- 2009 Peak Performer (Rebounds)
- 2013 WNBA Most Valuable Player Award
- 2016 WNBA Finals MVP Award
- 2020 WNBA Defensive Player of the Year Award

## Trivia
Ihr Bruder Anthony Parker spielte in der NBA. Sie war mit dem ehemaligen NBA-Spieler Shelden Williams verheiratet, der ihr im Mai 2007 einen Heiratsantrag machte. Beide kennen sich von der gemeinsamen Zeit an der Duke University.
Am 14. Dezember 2021 gab Parker bekannt, dass sie seit 2019 mit der Basketballspielerin Anna Petrakova verheiratet ist und sie gemeinsam ein Baby erwarten.
Sie wurde bekannt als erste Frau, die in einem Collegespiel dunkte. Zudem ist sie die zweite Frau, die in der WNBA dunkte und gewann den High-School-Allstar-Game-Slam-Dunk-Contest 2004. Hierbei besiegte sie unter anderem J. R. Smith (Denver Nuggets) und den späteren NBA-Slam-Dunk-Champion Josh Smith.